# Pira, Spanien
Pira är en kommun och ort i Spanien.   Den ligger i provinsen Província de Tarragona och regionen Katalonien, i den östra delen av landet, 400 km öster om huvudstaden Madrid. Antalet invånare är 501.
Terrängen runt Pira är kuperad österut, men västerut är den platt. Pira ligger nere i en dal. Runt Pira är det ganska glesbefolkat, med 48 invånare per kvadratkilometer. Närmaste större samhälle är Valls, 15,7 km söder om Pira. 